# 嫌韓
嫌韓（けんかん）とは、韓国・韓国人に対する否定的意識・嫌悪感情を指す。同義語は反韓、対義語は親韓。
1948年の大韓民国成立以降に日本で親北派だった左派系に抱かれていたが、冷戦の終結以降の韓国の対日姿勢の変化で従来親韓派だった反共・右派層、2002年の日韓ワールドカップ以降の韓国の対日姿勢周知で旧来は韓国へ無関心だった層の一部にも持たれるようになった。
特に2012年には、世論調査でも非好感層（嫌韓層）が大幅に拡大し、日韓関係改善を推し進めた尹錫悦政権期の2024年になるまでの12年間は非好感が好感を上回っていた。日本で最初のブームと言える程の「嫌韓(反韓)」が起きたのは1973年の金大中事件(韓国の工作員が日本国内で拉致した事件)の直後であり、革新系(左派系)を中心に韓国・民団ら親韓系の在日韓国人・日本人への批判・嫌悪感情が冷戦中に最も高まった。
ただし、「嫌韓」という言葉自体の由来は、2005年に発売された「2002年の日韓Ｗ杯共同開催を機に韓国に関心を持つようになった」人が主人公の「マンガ 嫌韓流」の書名である。 中国語(中国大陸)では反韓(反韓情緒や反韓主義)、真逆の言葉は親朝。英語圏では"anti-Korean sentiment(反コリアン感情)"と翻訳されるが、この語の場合には朝鮮半島出身者（朝鮮民族）全体であり、朝鮮民主主義人民共和国も含まれる。

## 日本における対韓感情の変遷

### 戦後混乱期
第二次世界大戦の終結直後にも一時的に朝鮮人への反感が増幅した。
一部の朝鮮人の民族主義的な運動や暴動自体が危険だと指摘され、GHQ/SCAPはこれらの活動を危険視し解体させた。有名なのは日本人の菅谷政雄が中国人、台湾人、韓国人を組織して三宮を中心に作った「国際ギャング団」であった。しかし、日本政府がこの無法を許していたわけではなく、「国際ギャング団」も、当時、兵庫県警刑事課長だった秦野章（後の警視総監・自民党参議院議員）によって幹部のほとんどを逮捕され解散に追い込まれた。
こういった騒動はサンフランシスコ講和条約締結まで続き、この過程で一般の日本人の間にも同様の認識が広まり、韓国に対する嫌悪感が高まることになった。

### 冷戦時代、親北左派による韓国批判
冷戦下の日本では、右派が反共の同志として、韓国を支持・支援し、韓国への嫌悪・批判・不信は北朝鮮を支持する左派・革新層から行われてきた。
韓国への批判はかつて人権問題に敏感な左派系マスコミがリードしていたが、1987年の民主化宣言以降から韓国の民主化が進展し、1988年ソウルオリンピックの成功などで、それまでの暗いイメージであった韓国が明るいイメージに変わった。室谷克実は、それまでは左派は北朝鮮を「光の国」、韓国を「闇の国」として語りつづけ、進歩派の「かつての韓国論といえば、政治的、社会的にいかに暗いか、を描くものと決まっていた」といっている。

### 東西冷戦の終結後、親米右派による韓国批判
日本国内の韓国批判は上記のように北朝鮮を支持する左派によるものが多かった。韓国の日本蔑視に対する批判は1990年ごろから、豊田有恒などの知韓派によって行われていたが、日本における韓国の認知度は低かったため世論に影響することはなかった。
冷戦後、韓国では日本との互恵関係や反共よりも反日を重視するようになり、反共感情より反日感情が目立つようになった。かつては、日本と歴史問題で揉めることは韓米関係に悪影響なため、「部分的に日本に負けることがあっても、（日本と）関係を改善したほうが、韓国にとって得になる」という実用的な対日姿勢があった。
1990年代、反米・北朝鮮融和の傾向が強い左派政権（金大中、盧武鉉）に移行し、韓国で国内の人権問題については非常に神経質な一方、奴隷のような生活を強いられる北朝鮮住民に関する人権問題へは冷たい傾向が出た。左派政権が北朝鮮や中国と接近するようになると、韓国は以前の北朝鮮よりも日本批判を強め、また反日教育をより国策で推進した。日本の親米保守・右派系はそうした韓国に対し、反共国家だった韓国が反日国、左派政権の時は更に親北国になったとして批判を多くするようになった。こうして親米右派が嫌韓層の主流となった。
日本の右派・保守派からは韓国を積極的に技術支援・資金支援することで経済発展させたのに裏切られたとする失望から韓国への批判、最低限の国交維持以外の韓国支援停止・優遇措置撤廃への支持が高まるようになった。
シンシアリーによると、主に韓国右派（韓国保守派）は実「用」路線での対「日」姿勢である「用日」を主張する傾向にあるが、「ただ日本を利用して韓国が得をしようとする」ような悪質なタイプの「用日」は日本から叩かれ、日韓のバランスを取ろうとする「ギブアンドテイク」なタイプの「用日」は韓国から叩かれる。「ギブアンドテイクなタイプの用日」までも韓国で叩かれる理由としては韓国の反日思想は「善悪論」による上下関係が基であり、反日とは共存出来ないからと述べている。

#### 日本の左派の動向との関係
ベルリンの壁崩壊、ソビエト連邦の崩壊など冷戦が西側陣営の勝利に終わって北朝鮮が弱体化し、南進統一の可能性が薄まり、さらに韓国では批判の中心であった軍事独裁政権が打倒され、民主化宣言が定着した。
2000年代に入り、北朝鮮による日本人拉致問題などで無関心の一般国民にまで北朝鮮の実態が知れ渡ると、日本の左派が「地上の楽園」「拉致は捏造」と主張してまでいた北朝鮮擁護・支援言動への批判が国民的に活発化した。これに伴い、社会党や日本教職員組合（日教組）、各種労働団体、左派系マスコミは、一転して韓国に宥和的な態度を取り、韓国に対する批判を忌避する姿勢をみせ始めた（一方で、北朝鮮に対しては各メディアとも認識を明らかにしないことや触れないことが多かった）。
このため日本の左派では冷戦崩壊や拉致問題の時期に過去の北朝鮮擁護への謝罪や反省を表明する者が発生したが、全体としては対日批判の方針は変えず北朝鮮支持についてのみ撤回し、在日朝鮮人・朝鮮学校擁護、従軍慰安婦・強制連行問題など批判を受けづらいものに擁護範囲を後退させ、北朝鮮のかわりに韓国に憑依して対日批判を行うようになった。このため、こうした日本の左派を嫌う層が同時に韓国も敵視することにつながった。

### 日韓W杯とインターネット普及による作用
インターネットでの嫌韓派は、日本国内で「ネット右翼（略称：ネトウヨ）」と呼ばれている。
1990年代終盤から2000年初頭になると、「嫌韓」という感情・行動はその言葉と共にインターネットの普及を境に、従来のメディアでは発信できなかった韓国・韓国人・韓国文化に嫌悪感を抱くような情報が、虚実を問わずインターネットを介して容易に発信できるようになったことから、大きく広がり始める。
また、インターネットにより、韓国国内の日本に対する意識や記事などが、日韓翻訳サイトや韓国の新聞社サイトを通じて手軽に日本人に読めるようになり、反日感情に対する反発に直結してしまったネットユーザーが多い事も挙げられる。
電子掲示板の設置後、2000年前後にこういった作用が生じており、主なインターネット上の嫌韓派の拠点としては、2ちゃんねるの「ハングル板」、「極東アジアニュース板」、「東アジアnews+板」などが挙げられる。はブログ、韓国の新聞社の記事コメント欄などにも広がりをみせた（中央日報のそれは嫌韓派のコメントで溢れた）。
2002年にFIFAワールドカップが日本と韓国で共催されることになり、韓国も大きく注目され一時的に友好ムードがあった。しかし、強引な共同開催、日本代表の敗北を望む反日の姿勢、韓国代表のラフプレーや韓国に有利な誤審が相次いだことなどから、日本人とは異なる価値観の外国人として韓国人を認識し、韓国に対する反感を持つ人が国際的に現れるようになったといわれる。そして日本のマスコミはこれらを報じなかったことから、マスコミ不信を巻き込んで動きは拡大していった。
2005年にはこれらネット情報などを元に書かれ、ネット上に掲載された漫画を書籍化した『マンガ 嫌韓流』（山野車輪作、晋遊舎、2005年）が発売された。
発売後は、Amazon.co.jpで数日に渡って売上1位を記録し、さらに2005年の同サイトにおける年間売上1位を獲得するほどの大きな影響力を発揮した。

### 2000年代後半以降
2007年に特別永住者の在日コリアンに対する諸措置を糾弾する右派系市民グループ(在日特権を許さない市民の会等の市民団体)が登場し在日コリアンの社会からの排除、抹殺を主張、アイデンティティへの攻撃、等在日コリアンの追放運動を開始した。2011年から2012年にかけて、フジテレビが韓流偏向であるとしてフジテレビ抗議デモが発生した。
韓国の李明博大統領は自身の支持率を高めるために、竹島上陸や天皇への謝罪要求などを次々と行った。韓国のマスコミも、中央日報が「広島と長崎に原爆が投下されたのは『神による懲罰』」という論評を発表し、日本政府から抗議を受けるなど、日本に対する攻撃的論調を強めた。日本の世論も嫌韓が主流となり。韓国のインターネット組織のVANKは国際社会でのディスカウントジャパン運動を推進した。
行動する保守などの右派系市民団体は韓国の日本に対するレイシズムへの抗議と称し、デモなどを活発に行うようになった。こういった問題に対し国は本邦外出身者に対する不当な差別的言動の解消に向けた取組の推進に関する法律を成立させた。
2013年に韓国大統領が朴槿恵に交代すると、韓国の反日は先鋭化。一方、日本でも韓国食品は深刻な売り上げ不振に見舞われ、韓国のある食品メーカー関係者は2015年に「2,3年前から日本で反韓ムードが広まり、酒の席でも韓国焼酎やマッコリを飲まない雰囲気が生まれている」と述べた。

### 日本における世論調査
1939年
- 戦前の1939年の日本の学生を対象に好きな民族を調査したところ、ドイツ人、イタリア人、満州人についで朝鮮人は4位であった（アメリカ人7位、中国人12位、ロシア人14位）。　

1949年
- 戦後の1949年の同調査では朝鮮人は最下位の14位となった（アメリカ人1位、中国人は8位、ロシア人11位）。

1990年以降
- NHKの1991年調査では、韓国を「嫌い（どちらかといえばも含む）」とする回答が、「好き（どちらかといえばも含む）」より多かった。NHK1999年の調査では、「好き（同上）」も「嫌い（同上）」も増加した。
- 1999年以降の内閣府の調査では「親しみを感じる」とするものが多数派に転じていた。内閣府調査では、平成8年度（1996年度）以降、韓国に「親しみを感じる（どちらかといえばも含む）」が増加し、平成12年度（2000年度）には再び半数を超えた。

2005年以降
- 2005年度内閣府調査では、「（どちらかというと）親しみを感じる」が51.1%、「（どちらかというと）親しみを感じない」とする者の割合が44.3%で、依然「親しみを感じる」とするものが若干多数派となっているが、2004年度に比較して減少傾向となった。

2006年度の内閣府調査でも、「（どちらかというと）親しみを感じる」が48.5%、「（どちらかというと）親しみを感じない」が47.1%となっており、「親しみを感じる」とするものが2年連続で減少している。他方、2006年10月31日毎日新聞の「中国、韓国と仲良くした方がいい? しなくてもいい?」というアンケート記事では「しなくてもいい」という回答が57.2%と過半数以上を占めていた。
- 2007年度の内閣府調査では、「韓国に親しみを感じる・どちらかというと感じる」意見は54.8%、「韓国に親しみを感じない・どちらかというと感じない」とする意見は42.6%となっており、親しみを感じるという意見が増加、感じないという意見が減少している。対して、日本リサーチセンターが2007年に実施した調査では、「韓国に親しみを感じる・どちらかというと感じる」意見は35.6%、「韓国に親しみを感じない・どちらかというと感じない」とする意見は40.4%となっており、韓国に親しみを感じない比率が上回っている。
- 2008年度の内閣府調査では、「韓国に親しみを感じる・どちらかというと感じる」意見は57.1%、「韓国に親しみを感じない・どちらかというと感じない」とする意見は40.9%となっており、親しみを感じるという意見が増加、感じないという意見が減少している。
- 平成21年度（2009年）度の内閣府調査では、「韓国に親しみを感じる・どちらかというと感じる」意見は過去最高の63.1%、「韓国に親しみを感じない・どちらかというと感じない」とする意見は34.2%となっており、3年連続して親しみを感じるという意見が増加した。

2010年代
- 内閣府が平成22年度（2010年度）に行った調査で、韓国に「親しみを感じる」「どちらかといえば親しみを感じる」が、合計で61.8%に達した。
- NHKとKBSの2010年に共同調査では、韓国を「好き」が12%、「どちらかといえば好き」が50%であり、日本では「親韓」が過半数となっている。韓国を「好き（どちらかといえばも含む）」は、年層別では、20代69%、30代70%、40代70%、50代64%、60代59%、70歳以上47%であり、若い世代ほど、韓国を「好き」「どちらかといえば好き」と答える傾向がある。NHKの1991年以降の同調査では、韓国を「嫌い（どちらかといえばも含む）」とする回答が、「好き（どちらかといえばも含む）」より多かったが、2010年の調査では、「好き（同上）」が初めて半数を超えた。とくに、1999年と比べ、30代から60代の中高年層で、「好き（同上）」が増えたが、2012年度の同調査では「韓国に親しみを感じる・どちらかというと感じる」意見は39.2%に大幅に減少し、反対に「韓国に親しみを感じない・どちらかというと感じない」とする意見は59.0%と大幅に増加し、逆転した。

2020年代
- 2020年の日韓同時世論調査では辺真一によると、「韓国に好感を持っていない」という「嫌韓」は56.7％で、「韓国に好感をもっている」が10.8％であった。
- 2022年5月時点の日韓共同世論調査でも「韓国を信頼出来るか」で「あまり出来ない」と「全く信頼できない」という韓国への不信の合計が68％となっている。

### 「嫌韓」 と「反日」
嫌韓派の態度は、人によって態度は様々であるが、韓国内での反日教育や韓国人の強い反日言動に呼応する感情行為であるとの指摘がある。
日本人の韓国に対する「嫌韓」感情は、シンシアリーによれば、「関わりたくないというか、話が通じないときのイライラさ」のようなモノであるという。同氏は、日本で嫌韓が拡大した要因として、2002年日韓ワールドカップを挙げている。嫌韓が拡大し始めた最初の事案であり、日本でちょうどインターネットが普及し始めた時期だったことも相まって、韓国人の日本に対する悪感情が日本人の多くに知られることとなった。韓国に融和的な日本人すらも「これはおかしい」と報道せざるを得なかった他の事案には、北朝鮮による日本人拉致被害者問題への韓国側の非協力的な態度、李明博大統領の天皇（当時）侮辱発言および竹島上陸、旧朝鮮半島出身労働者や慰安婦個人賠償問題への日本企業の資産に対する差し押さえなどがある。
シンシアリーによると韓国民が持っている「嫌韓」の一般的なイメージは善悪論に基づくもので、「嫌われることはしてないのに一方的に嫌われて被害を受けていると」いうモノである。しかし、日本における「嫌韓」は「嫌」というより、「失望」「関わりたくない」などに近い感情であるが、善悪二分法に慣れている韓国には理解できないと指摘する。
JTBCは一日半だけで200tもの朝鮮語の書かれたゴミが漂着する対馬において、ポイ捨て、飲食店への持ち込み、不法侵入などマナー違反を繰り返す韓国人への嫌悪感が拡大してきていることに「嫌韓」だと一括りにしないでマナーを守るべきで反省が必要だと述べている。
韓国大使を務めた武藤正敏によると朝鮮半島と距離を置こうとする日本人への心情に、常に小中華を自称する人々の中国への態度と格下と見なす日本に対する態度へのダブルスタンダードへの呆れや半島疲れがある。
嫌韓について、増加する日本永住や就職、文化交流希望など離れずに近づいてくる韓国政府、韓国人が「日本人の一般的感覚なら嫌いなら普通は距離を置こう」とするのに「国内外で誰も制止せずに罵倒・足の引っ張り、国際法・国家間合意や約束・条約を守らないのに、日本に頼ろうとはふざけるな。関わりたくない。日本に近づいてくるな。嫌いなら来るな。」との気持ちからだと説明している。
韓国に批判的な人々は韓国に関連するモノは買わない・持たない、旅行先に選ばないなど徹底的にする傾向なのに対して、日本や日本人の悪口を言うけれども支援を要求したり、再訪先・就職・永住などを望んだりしている韓国人の傾向も矛盾だとして嫌韓の人々が怒っているところだと述べている。
黒田勝弘によると、冷戦下の日本では一般人は韓国に無関心で、保守の政治家・活動家は韓国を支援・支持する親韓派、革新層（左派層）は北朝鮮支持感情による韓国への不信・嫌悪感情を持つ、現代でいう嫌韓派であった。しかし、北朝鮮への融和ムードが高まる民主化後の韓国で反日感情が反共感情より高まったこと、2002年の日韓ワールドカップにおける日北戦での応援や韓国チームの様相が日本の無関心層や保守層に知られたこと、北朝鮮による拉致確定以降で北朝鮮を支持してきた日本の革新層が従来の対北姿勢を保つことが世論の変化で困難になったこと、それぞれの背景から対韓感情・言動が変化しだした。以降は保守層・無党派が嫌韓感情を持つ傾向が示されてきた。韓国政府や韓国系の人々による反日言動が一般にも知られるようになると、無党派層でも嫌韓傾向が見られるようになっている。
小倉和夫によると、日本統治時代の朝鮮という「過去」の全面否定を掲げる韓国と、「過去」との連続性に自らのアイデンテイテイの象徴と見ている日本との間に、「過去」を巡って常に亀裂がある。更には、中国へとは異なる韓国側の「過去」への姿勢に対する「うんざり感」が強く影響しているため、日本人の韓国に対する親近感あるいは好悪感情は続落あるいは低下状態維持をしている。日本側の韓国への親近感の欠如は嫌韓感情を超えた「韓国に対する基本的不信感」にまで発展したと述べている。

### 在日韓国・朝鮮人と犯罪・暴力団・街宣右翼
- 第二次世界大戦後の混乱期に、警察力の空白に乗じて在日朝鮮人が行った犯罪行為[61]。警察権が外国籍の者に軟化した戦後の期間に乗じ、集団で警察官に銃刀傷害を加え遁走する等が事件となり、罪を犯した朝鮮人同胞の釈放を求めて富坂警察署や生田警察署などが襲撃されている[61]。
- パチンコ店、パチスロ店は在日朝鮮人および在日韓国人の経営が多いとされており[注 1]、その利益が北朝鮮の資金源となった事例がある[注 2]。

### 経済・技術・知的財産権
- 1981年8月に行われた日韓外相会談の席上、韓国側が安全保障問題も絡めて、日本に5年間で60億ドル（当時の金額で2兆1600億円相当）という巨額な政府借款や技術移転を要求した。それに対し園田直外相は「韓国では嫌いな相手からカネを借りたり、技術を教えてもらう社会習慣でもあるのか」と反論した。
- 日本で開発されたレッドパール、章姫、とちおとめ等のイチゴが無断で韓国に持ち出され韓国内で栽培され、韓国市場で大きな占有率を占めるようになる。その後、そういった違法で流入した日本開発イチゴ同士の交配によって「雪香（ソルヒャン）」、「梅香（メヒャン）」、「錦香（クムヒャン）」等の新品種が開発された。韓国産イチゴは日本産イチゴを輸出額で上回っており、流失による損失が2012年からの5年間で約220億円にのぼると農林水産省は算出した。イチゴの品種登録は韓国では2012年に始まったため日本側は品種登録が出来なかった[64][65]。

### 韓国軍による日韓戦争の想定
- 韓国軍は日本の自衛隊との衝突を想定した訓練も行っており、韓国軍では日本を仮想敵国として想定していることへの反発。韓国国防白書の「独島防衛」計画や[66][67]、「韓日独島紛争」の可能性[68][69][70]などが韓国軍関係者によって述べられたり、また盧武鉉大統領が「米国は友邦なので厳しく責めることは出来ないが、日本とは対決しなければならない」と述べたり[71]、実際に韓国軍は東京を射程内に入れて巡航ミサイルを実戦配備するなどしている[72][73]。さらに韓国軍関係者が対馬占領計画を提案するなど、日本を仮想敵国とするだけでなく、日本の領土侵略の計画さえも報道されている[74]。
- 韓国は日本との衝突を想定して、海軍力を増強している[75][76][77][78]。2005年10月に韓国政府は韓米定例安保協議会(SCM)においてアメリカに対し日本を仮想敵国と表現するように要求したが、アメリカは拒否している[79][80]。

### メディア・インターネット
- 阪神・淡路大震災や新潟県中越地震、東日本大震災など日本国内で起こった「天災」を「天罰」であるとする韓国メディアの報道[81]。
- 2020年東京五輪誘致の際、誘致活動妨害のために福島第一原子力発電所事故を利用したという主張（ディスカウントジャパン運動#日本でのオリンピック招致妨害工作を参照）。
- 韓国メディアが天皇のことを皇より下の意味である王を使い日王と表現していることに、日本の天皇崇拝者が反発[82][83]。
- 韓流ブームへの反発。
- 2011年のフジテレビ騒動 - 俳優の高岡奏輔のツイッターでの嫌韓発言をきっかけに、フジテレビに対して大規模な抗議デモが行われた（フジテレビ抗議デモ）。
- 保守系雑誌の『正論』でしばしば嫌韓特集が組まれる他、PHP研究所、小学館、扶桑社、祥伝社、展転社、晋遊舎で嫌韓本が出されている。

### 韓国による文化財の窃盗
- 日本国内で叡福寺、隣松寺、鶴林寺などにある高麗仏画などの重要文化財を含む多くの仏画、仏像など文化財の窃盗に韓国人が関与し、盗まれた文化財の多くは韓国に渡っていること。とりわけ長崎県壱岐の安国寺から1994年に盗まれた仏教経典「高麗版大般若経」が、翌1995年に韓国で大韓民国指定国宝284号に指定され、未だに日本に返還されていないこと[84]。
- 2012年10月に対馬市の観音寺から「観世音菩薩坐像」が盗難され、翌年1月に韓国内で発見されたものの、それを日本によって盗まれたものだとして文化財不法輸出入禁止条約を無視して返還をしていない[85]。また、その像を元々所有していたと主張する寺の住職も返還する気はない[86]。

### 世代による違い
2019年に発表された韓国に対する親近感に関する世論調査では20代が57.4%と平均の39.4%より高かった、一方60代は31.3%と低かった。若者は冬ソナブームの頃に親から影響を受けたため、政治に関するニュースの関心が低いために親近感が高いとJTB総合研究所との見解を出している。高齢世代は過去の軍事政権に対する否定的な意識、遅れた国である韓国に対する見下しの意識などが異なっていた。

### デマ、差別
日本では韓国人に対する差別が存在し、（在日）韓国人犯人説などのデマが起こる。
- 2015年、在日韓国・朝鮮人の多くが強制送還されるといったデマが流れ、入管には通報と称する行動により一時情報受付フォームがパンクした。2012年に在留外国人の制度変更がデマの源流と見られている。制度変更では在日韓国・朝鮮人が多くを占める特別永住者の身分証明書が変わるだけ、また切り替えの違反であっても退去となることはない[91]。
- 2021年の東京オリンピックで卓球女子の日本代表選手にテレビカメラの証明が当たり眩しいと訴えた事では、韓国メディアが妨害したなどという言説がインターネット上で溢れたが、照明を当てたメディアは日本のテレビ番組のクルーであった[92]。

### 反嫌韓活動
日本において嫌韓層が増加するとともに、一方で反人種差別として反嫌韓を唱える動きもある。
2006年には"『マンガ嫌韓流』のここがデタラメ―まじめな反論 不毛な「嫌韓」「反日」に終止符を!対話と協力で平和を!!"が発売された。
2014年には反嫌韓の意味も込めて『九月、東京の路上で』が発表され、4月10日には累計１万部を突破した。
2015年には『さらば、ヘイト本! 嫌韓反中本ブームの裏側』が発売された。
2019年には「ヘイト本で商売するな」といったプラカードを手に東京都千代田区の小学館本社前でデモが行われた。

### 尹錫悦政権時代
世論調査でも2012年から日本で韓国への非好感層（嫌韓層）が大幅に拡大し、好感を上回るようになった。しかし、同国第20代大統領（在任: 2022年5月10日 - ）の尹錫悦時代になると、韓国政府関係者は反日と嫌韓で日韓双方内に利得を得ている勢力がいるとし、警戒を表明した。朝日新聞によると尹錫悦政権が急速に日韓関係改善が進めたことを背景に、2024年に韓国へ「親しみを感じる」が12年ぶりに上回った。

## 旧ソ連構成国
1991年のソビエト連邦の崩壊以降、ロシアなどの旧ソ連構成国に韓国企業が進出するようになったが、中央アジアの旧ソ連構成国では、現地の韓国人による傲慢な振る舞いから摩擦が起きている。一部の旧ソ連構成国では、韓国人によるこれらの不法行為を根絶するための対策を講じる一方、韓国政府に対しても公式に問題解決へ向けて強力な措置を取ることを要求している。
『中央日報』は2002年、中央アジアの旧ソ連構成国で、韓国について「浅薄な商業国家」「人権が守られない国」というイメージが形成されていることを報じている。

### ウズベキスタン
ウズベキスタンでは韓国人が現地の女性を性的売買の対象として使役したり、人権侵害的労働を強要しているとして嫌韓感情が高まっている。

### ロシア
「公演だけをする」条件で韓国に入国したロシア人ダンサーが客や雇用主から売春の強要や性的暴行を受けた事例が複数報告されている。ただし、日本に入国した少女たちも同様であり、2012年には日本におけるロシア人少女モデルの実態を追った「Girl Model」というドキュメンタリー映画も作成されている

## 中南米
- メキシコでは、韓国人移民の行為について、現地の法律を無視した行為（建造物の不法改造、無許可営業など）が行われているとして、「非常に共存出来ない民族」と報じられた[100]ほか、2003年には緑の党の院内総務がメキシコの韓国人を「密輸品を扱う犯罪組織の構成員」と規定し、韓国人の滞在資格に関する統計資料を政府に要求する決議案を提出したこともある[101]。

## オセアニア

### キリバス
キリバスでは、性が乱れた人たちをコレコレアと呼び韓国の醜いイメージを象徴する。韓国人たちはキリバスの特に幼い少女を買春することが問題となっている。また、韓国人は、現地の女性を自分たちの船の甲板や、薄暗い防波堤の後ろに連れて行き買春を行うので、防波堤の物陰のこともまたコレコレアと呼ぶ。韓国人の買春問題に対して、キリバス議会では対策会議が開かれている。また、市民団体や教会においても行き過ぎた性売買を減らすための方法を探っている。韓国人男性の子どもを妊娠した幼い少女たちもキリバスの社会問題となっている。

### サイパン
サイパンでは日本統治時代を知る現地住民らが「韓国人が天皇陛下（上皇明仁）に抗議するなら韓国製品をボイコットする」と抗議したことがある（この抗議によりサイパンの韓国人たちによる反日運動は失敗した）。

## 東南アジア

### インドネシア
韓国に訪問したインドネシア大統領特使団の宿泊先となっていたソウル市内のホテルに何者かが侵入する事件があったが、韓国の諜報員が実行した疑いがかかった。政府高官曰くインドネシアへの国産訓練機輸出や自由貿易協定 (FTA) に関する交渉の山場を控えた韓国側が、インドネシア側の手の内を知ろうとして侵入、情報を盗もうとした可能性があるとの事である。また韓国政府はこの件に関して否定している。
ニュージーランド政府が発表した調査報告書によれば、韓国の遠洋漁業船では韓国人によるインドネシア人漁民への低賃金労働の強制や暴力による虐待が行われていたとしている。インドネシア人の漁船乗組員の多くが韓国人を嫌悪しているとの証言もある。

### カンボジア
2010年3月、カンボジア政府がカンボジア人と韓国人の結婚を禁止したと報じられた。

### タイ
2010年の英国公共放送BBCの世論調査では韓国がタイ人から否定的に評価される国1位であった。
2002年4月、タイの新聞各紙はタイのテレビ局幹部とその家族が観光目的で韓国に入国しようとした際、違法入国者とみなされて入国を拒否され、侮辱的な扱いを受けたことを伝え、「韓国には絶対行くな」と報じた。韓国大使館や韓国観光公社への抗議もおこなわれた。
ジャーナリストの山村明義もタイ駐在員の1人の話として、韓国人は自分より弱い人間を虐げる傾向があり、タイ国内でも一部韓国人の驕った態度や暴力に走りやすい粗暴な性格が問題視されていることを紹介している。
2014年には韓国でおこなわれたアジア競技大会のサッカーの韓国戦でタイにとって不公平なジャッジがあったとし、YouTubeに嫌韓動画をアップしたり、Facebookに韓国人に対する非難や中傷写真が数多く投稿された。

### フィリピン
フィリピンでは、仕事や英語の語学留学でフィリピンにいった韓国人らがフィリピン女性を妊娠させて出産となってもその責任を取らずに妻子を捨てて韓国へ帰国したり、認知や支援もしないため、その捨てられた子供たちは「コピノ」（韓国人とフィリピン人を合わせた造語）と呼ばれ、2014年時点で3万人にもなり、貧困で苦しんでいるという。フィリピン政府は2013年、フィリピンを訪れた外国人470万人のうち25%が韓国人で、外国人観光客1位だと推計しており、欲望を剥き出しにした韓国男たちの振る舞いが「嫌韓」感情につながっていることが報じられている。
また、フィリピンで2018年には韓国の企業が6500トンのごみを不法投棄しデモが行われた。さらに、フィリピンでは韓国人が（日本人もだが）最も殺される国であり、韓国政府が人材を派遣し、協議を行う事態にまでなっている。これらの要因は、韓国国内のままで人前で叱り、その報復殺人が多いことがあげられる。

### ベトナム
- ベトナム戦争時、韓国軍による虐殺、性暴力といった戦争犯罪がありベトナムでは嫌韓感情がある[113][114]。
  - 金大中は1998年と2001年に謝罪の言葉を述べたが、当時野党だったハンナラ党はこれを批判している[115]。
  - 2017年にイギリスで韓国軍による性暴力の記憶を伝える市民団体「ライダイハンのための正義」が設立され、2019年6月11日にロンドンでライダイハン像が設置された[116]。
- 嫁不足の韓国農村ではベトナム人との国際結婚が盛んだが、韓国人の夫によるベトナム人妻への虐待行為が頻発している[117]。ベトナム人妻が自殺に追い込まれた例がある[117]ほか、韓国人の夫に殺害される事件も発生し[117][118]、ベトナム政府が厳しい対応を要請するなど、外交問題に発展した。柳明桓外交通商相は駐韓ベトナム大使と会談し、遺憾の意を示すとともに再発防止を約束した[119]。
- 2018年に『中央日報』が一部の韓国企業の夜逃げによって嫌韓感情が起きていると報道した。2000人近いベトナム人労働者の1月分の賃金と社会保険料などの312億ドン（約1億4500万円）が未払いとなった。従業員が未払金賃金のために帰省出来なくなる事態がおきたので、ベトナム政府は韓国政府に「問題企業の未払い賃金の解決に向けた協力」を要請している[120]。ベトナムに進出する韓国企業が経営が悪化すると、ベトナムから夜逃げする企業が見られる。賃金遅配だけでなく、工場の設備まで放置したままで韓国人従業員のみ帰国し、連絡を絶つパターンが度々発生している。ベトナムで最も大切な祭日であるテト前に相次いだ韓国企業の夜逃げ騒動はベトナム社会の怒りを買った。ベトナムのメディアは賃金を受け取れなかったベトナム人従業員の実情を争うように報じた。ソーシャルメディアでは「こんな企業をレッドカーペットで迎え、インセンティブを提供したのか」といった批判が噴出した。事態が拡大すると、グエン・スアン・フック首相も乗り出し、労働者支援を指示した。ドンナイ省政府とベトナムの労働組合団体は、1月の賃金の半額と賞与の一部を肩代わりした。周辺の繊維工場10カ所余りは、K社の従業員を優先雇用することを表明した。韓国企業の夜逃げで生じた被害をベトナム社会全体が背負う事態になった[121]。

## 南アジア

### インド
2009年1月、ムンバイなどでヘーベイ・スピリット号原油流出事故への抗議として500人余り（インドのメディアは1500人と推定）が「韓国人とサムスン電子は出て行け」と叫び、サムスン電子など韓国製品を破壊し韓国商品不買運動や韓国当局に投獄されたインド人船長と機関長の保釈、その進展が無い場合の韓国行き船舶への乗務拒否を叫ぶ大規模デモが行われた。

## 東アジア

### 中華人民共和国
- 1992年以降に中韓両国が国交樹立し、韓国企業が中国に進出したが、韓国が経済発展した優越感で中国人労働者、特に朝鮮族を見下す傾向があり、中国では評判が悪い。また韓国は経済発展した優越感に拍車をかけ、自国より国力の劣った国の労働者を差別する傾向がある。中国と韓国は1992年以降に国交樹立して中国の朝鮮族（朝鮮系中国人）と交流が進み、朝鮮族は韓国への出稼ぎが始まったが、韓国人が中国に対して経済的優越感を抱いて差別的な態度をとる。韓国国内でも朝鮮族は差別を受け、中国朝鮮族への韓国人からの評判もかなり悪い。韓国の対朝鮮族差別意識は相当根強い[123][124][125][126][127]。
- 紀元前37年頃 - 668年に中国大陸東北部（満州南部）から朝鮮半島北部に存在した国家である高句麗及びその後継国家である渤海が、韓国と中国のどちらの歴史に帰属するかについて論争に基づく嫌韓。1980年代頃から中国は高句麗は中国の歴代政権に服属してきた地方政権と主張し、韓国は激しく反発している。
- 2007年、新華社通信が中国人約1万2000人を対象にアンケート調査した結果、「好きではない隣国」の1位として韓国が挙げられた。また、2007年12月に中国の大手ポータルサイト『天涯コミュニティ』の行った世論調査では、最も嫌いな国の1位は韓国だった[128]。韓国の中国専門家によれば、「嫌韓」原因は「インターネット」のためだと分析している。韓国においての中国への非友好的な韓国ニュースを中国人がインターネットで掲載するため、「反韓」の情緒を煽っていると分析している[129]。
- 2008年8月26日『中央日報』は、「中国内の反韓感情は危険水準」とのコラムまで載せ、中国の嫌韓感情が広がりを見せていることを伝えている[130][131]。北京オリンピック野球準決勝の日本対韓国戦で中国のネチズンは日本を応援し、中国の最大インターネット検索サイト「百度」の野球フォーラムには 「寿司はキムチよりおいしい。決勝戦でキムチを見るのは嫌だ。寿司が勝ってほしい!」「棒子（韓国人を意味する中国ネチズンの隠語）を殺してしまえ!」「韓国が逆転してはいけない。日本、ファイト!」といった内容が書き込まれた。中国の主要コミュニティに載せられるコメントの90%以上は「韓国人は破廉恥な民族であり、中国が打倒すべき対象」といった内容だった[132]。このことで韓国の報道は「歴史的に日本の被害者である中国人が日本の肩を持ち、同じ被害者の韓国人に反感を持つのは常識の線を越えている」と非難し、中国のネチズンは「韓国人は元属国のくせに、主人の中国に対して生意気だ。こらしめる必要がある」「日本と協力して韓国を一人ぼっちにしよう」などと嫌韓感情を露にしている[133]。これらに対して韓国側は「歴史的に自国の属国に値すると考えてきた韓国の速い経済成長に対する嫉妬心があり、一方では中国人の根深い被害意識のために表れている反応のようだ」と分析している[134]。
- 中国の投稿ページ鳳凰網論壇に「韓国ソウル市で、現代自動車販売店のショールームに、『中国人の立ち入りお断り』との貼り紙があった」と写真と文章が掲載され、これを知った中国人ネットユーザー達は激怒して韓国製品のボイコットを呼びかけたり[135]、中国人観光客を差別する韓国人に対する批判の声も出ている[136]。
- 中国のポータルサイト「環球網」が2009年に中国人向けに実施した韓国に関するアンケートでは、韓国に「好感を持っていない」との回答が94.6%だった。「好感を持っている」が0.9%、「どうでもよい」が4.5%だった[137]。また、「韓国と聞いて、まず思い浮かべることは?」とのアンケートでは圧倒的に多いのは「中国侮辱事件」だった。「中国侮辱事件」を選んだ回答が全体の56.33%を占め、「韓流ドラマ」（14.35%）、「朝鮮戦争」（12.16%）、「家電製品・自動車」は3.31%、「朝鮮料理」は2.23%だった。同アンケートに付属する意見欄でも「文化泥棒で常習犯」、「集団的恥知らず国家」、「韓国野郎と聞いただけで、むかつく」などの嫌韓感情をあらわにする意見が極めて多かった[138]。
- 中国サイト百度で「日本と韓国どちらが嫌いか?」とのタイトルでインターネットアンケートが実施されている。「どちらも嫌い」44.5%、「文化を侵略する韓国」32.5%、「戦争の侵略者、日本」15.5%、「どちらも好き」3.4%。また、中国の国営テレビ、中央電視台（中国中央テレビ、CCTV）CCTV網でも同様のアンケートが実施されているが、こちらは韓国か日本の二択制で、結果は「韓国」62.5%、「日本」37.5%であった。寄せられた意見には「日本は歴史的な問題で嫌い。韓国は今まさに中国にけんかを売っている」、「戦争の反省を見せない日本は嫌いだが、日本人は親切で勤勉であり、その点はとても評価している。韓国は民度が低すぎる」などの意見が見られた[139]。
- 中国人ジャーナリストの戴世煜は『週刊プレイボーイ』で、「韓国は中国人の永住を拒絶したり、中国より古い5千年の歴史があるとか、漢字は朝鮮が起源だといった主張が嫌われる原因です。特に高齢者の間で反韓意識は高いですね。第二次世界大戦中、日本の手先として中国に攻め入ったのに戦勝国側に居座っていることが厚かましくみえるのでしょう。極めつけはベトナム戦争で米国側についたこと。その後の韓国の経済発展も米国の援助のおかけだと見て米国の犬と考える人も多いからです」と中国における嫌韓を分析している[140]。
- 2000年代に入ると、1937年の南京事件は日本軍の朝鮮人兵士が行ったとする主張が中国のネット上で流布されている。これはCCTVの討論番組でも議論されたこともある[141]。
- 2012年10月16日には韓国南西部・全羅南道の紅島沖の黄海で16日、韓国海洋警察が違法操業中の中国漁船を取り締まり中にゴム弾を発射、中国船員（44）の胸に当たり、船員が死亡する事件が起こったりするなど韓国で中国人が拿捕⇒逮捕されるケースが多発しているため、中国での嫌韓感情が爆発するケースも多い[142][143]。また韓国海洋警察の発表によるとゴム弾が原因ではなく心臓麻痺が原因である事、死亡した船員は刃物を振り回し隊員を鉄パイプで殴るなど抵抗したと証言している[144]、しかし検死の結果ゴム弾に死亡と断定された[145]。違法漁業を巡るトラブルでは海洋警察の隊員が違法漁業を行う中国人船員に殺害される事件が起こるなど大きな問題となっている[146]。
- 『産経新聞』によると、中国のインターネットコミュニティでは、2013年4月20日に発生した四川地震を揶揄する朝鮮語の書き込みに対し、嫌韓感情が噴出したという[147]。
- 2017年に韓国にTHAADミサイルが配備されたことで、中国の嫌韓感情が高まった。敷地を提供したロッテグループのスーパーで陳列商品を傷つけたり、ロッテを誹謗中傷する映像がオンラインに登場している。あるホテルでは「韓国の奴らを踏み殺そう」と書かれた太極旗を出入口に敷いて、太極旗を踏まないと中に入れないようにしたり、「犬と韓国人は無断出入を禁ず」という案内を掲げたりした。天津のあるフィットネスセンターでは、大韓民国の国旗がずたずたに引き裂かれてサンドバッグにぶらさげられたまま放置されていた[148]。
- 2019年5月29日には中国の成都で開催され、中国・韓国・タイ・ニュージーランドの計4か国が参加したU-18向けのパンダカップ最終戦で韓国代表チームが中国代表を3－0で破った後に、優勝セレモニーでトロフィーを足で踏みつけたり、小便をする仕草をした。この様子がウェイボー（微博）など中国ソーシャルメディアで広まって、中国側の激しい怒りを買ったことで同月30日に大韓サッカー協会は中国サッカー協会と成都サッカー協会に文書で謝罪の意を示した。中国人たちの反発は収まらなかったなど状況悪化を受けて、韓国チームもホテルで緊急記者会見を開いて「中国国民の感情を傷つけたことについて、重ねて謝罪する」と中国人に公式に謝罪したが、大会組織委員会は韓国に授与した優勝トロフィーを剥奪した。史上初のトロフィー剥奪事態に朝鮮日報は「今後への悪影響も予想される。中国国民の嫌韓感情を刺激し、韓国サッカーの対外イメージは少なからぬ打撃を受けた。」と報道している。中国メディアによるインタビューでパンダカップを主催した成都サッカー協会側は、「韓国はパンダカップと全ての参加国、ファンを侮辱した」「今後、韓国チームは大会に呼ばれないだろう」と不快感を表している。中国のシナスポーツは「韓国側は主将と監督および大韓サッカー協会までが謝罪した。しかしこれはスポーツマンシップを欠いた行動に対する謝罪にすぎなかった。中国サッカーにとって彼ら（韓国）は依然として軽蔑に値する存在」と怒りを表し、今回は参加していないが連続優勝していた日本のサッカー代表やファンは全く違う行動を見せたとして日本の国民性を称賛した。専門家は韓国のこのタイプの問題言動の背景について「韓国の精神文化は、上下文化であり、（上位の者が）他人を見下すかの文化がある」「上位の者は下位の者に何をしてもいいと思っているところがある」と解説している。 世界中で問題行為の波紋を呼び、ドイツ誌「デア・シュピーゲル」は「不適切なポーズで祝った」、イギリス公共放送「BBC」が「野蛮で下品」、ベトナム紙「タインニエン」も「中傷的で攻撃的なセレブレーション」と報道している.。中国サッカー協会はアジアサッカー連盟（AFC）に対して、今回の韓国選手の問題行為について提訴した[149][150][151][152][153][154][155]。

#### 韓国起源説
- 2005年には、中国で2000年以上の歴史のある端午の節句を韓国の江陵端午祭として韓国政府がユネスコの無形文化遺産に登録したこと。
- 2008年には、中国の各紙に「韓国の新聞社が孫文を韓国人と伝えた」という事実に基づかない報道までされ、その背景には、韓国は文化を「パクル国」というイメージが広まっており、渤海や高句麗が韓国と中国のどちらの歴史なのかという論争などからこのようなイメージが定着しつつあるという指摘がなされている。2008年に日本と韓国にて竹島をめぐる論争が浮上した際にも、中国のインターネット上では「日本を応援すべき」との声が多く出るほどであった[156]。

### モンゴル
モンゴルを訪れる韓国男性の70%以上が買春ツアーを目的としており、モンゴルでは韓国人が経営する売春目的のカラオケバーが確認されているだけで50件以上にのぼり深刻な問題となっている。モンゴル政府は韓国人による買春ツアーを取り締まるために売春取締法を強化しているが韓国人の経営する売春目的のカラオケバーの活動を縮小させることができていない。また、取締りを逃れるために乗馬クラブやマッサージ店での買春が増加している。空港を降りるとそのまま買春乗馬クラブに直行する姿などが目撃されている。モンゴル人は韓国人の無法行為によって強い反韓感情を持っている。
2005年末、ダヤル・モンゴルと名乗る極右団体が中国系や韓国系のスーパーやホテルを襲撃した。中国人や韓国人に対する嫌がらせや脅迫は個別的には起きていたが、集団としては新しい現象だった。現在に到るまで、ダヤル・モンゴルなど複数の極右団体が中国・韓国系の文化・住民の排斥を訴えている。彼らの主張を支持する層は広範に存在する。例えば、彼らは広告や看板に漢字やハングルを使用させず、見つけた場合は看板を取り外し、店を破壊すると宣言している。かつてウランバートルには漢字やハングルが溢れていたが、今やほとんど存在しない。店主たちは襲撃を避けるために、看板を自主的に塗り替え、それが社会的に容認されている。
鉱業と並んで、モンゴル経済を支えているのは外国への出稼ぎ労働者からの送金である。非公式ルートからの送金を含めると、モンゴルのGDPの10%以上が出稼ぎ労働者からの送金と見積もられる。モンゴル人の最大の出稼ぎ先は韓国である。2007年現在で、韓国には公式統計で2万5000人のモンゴル人が住んでいる。これはモンゴルの総人口の約1%にあたる。国の総人口の半数は20歳以下と60歳以上であるから、韓国にはモンゴルの労働人口の2%が住んでいる。韓国で働くモンゴル人の約4割が正規の雇用契約がない状態で働いており、そのため劣悪な条件で働かされたり、勤務中の怪我や死亡事故に対する補償がないこともある。このようなケースはモンゴルの新聞に悲劇的に掲載される。また、韓国は大企業から零細企業まで、モンゴルで事業を行っている。2005年末の統計では、旅行者以外で、モンゴルに長期滞在している韓国人は2000人以上いる。これは同様にモンゴルに長期滞在している日本人の約7倍にあたる。ダヤル・モンゴルなどの極右団体が中国に加え、韓国を排斥の対象にしているのは、韓国とモンゴルの急激な関係拡大と深化がある。出稼ぎを通じ、個人的な経験として韓国と交渉を持つ人が多いため、より感情的な反応が目立ち、韓国経済や文化の影響が大きいからこそ、モンゴル人の民族主義的な反応が先鋭化している。
さらにモンゴルでは韓国の暴力団が幅を利かせており、韓流を利用した就業詐欺、マンションを建てるといって金を騙し取るなどの詐欺が続出している。そのため世論調査では韓国は嫌いな国の第2位である。また、元横綱の朝青龍が人種差別があったかを問いた韓国人記者に対して「ねぇって言ってるだろ!このキムチ野郎!」と発言したことがあった。
アメリカ合衆国国務省は2010年の春以降、モンゴルで「外国籍の人間に対する排外主義的襲撃事件が増加している」「こうした国粋主義団体は、アジア系アメリカ人を中国人や韓国人だと誤解し、突然襲撃することが多い」との渡航情報を出しており、アメリカ合衆国国務省のウェブサイトは「nationalist groups frequently mistake Asian-Americans for ethnic Chinese or Koreans and may attack without warning or provocation. Asian-Americans should exercise caution walking the streets of Ulaanbaatar at all times.（モンゴルの民族主義者がアジア系アメリカ人を中国人や韓国人と間違え、警告・挑発なしに頻繁に攻撃しているので、ウランバートルの街中を歩くアジア系アメリカ人は常に注意すべきである）」と注意を呼び掛けている。
韓国で開催された2014年アジア競技大会において、ボクシング男子バンタム級のモンゴル選手と韓国選手との試合において、モンゴル選手の優勢ともみえる試合だったが、3-0で韓国の勝利となった。この試合に対して元横綱の朝青龍はTwitter上において激怒し、「こんな感じですが、モンゴル選手負けた!! 血だらけの韓国選手」とツイートし、上記の判定直前と思われる顔面血だらけの韓国選手と右手を挙げるモンゴル選手の写真をアップして「アジアゲーム仁川! ボクシング3ラウンド モンゴル勝っているのに韓国選手に手上がり!! キムチやろう!!」などの発言を繰り返した。また、大会の公式ブログでモンゴルを「Momgolia－China」と表記したり、モンゴル選手たちに対する酷い対応があったとし、韓国に対する感情が悪化しているとされ、在モンゴル大韓民国大使館は「韓国に対する視線が厳しくなっている」「反韓感情の高まりが懸念される。なるべくモンゴル人とアジア大会に関する議論は避けるように」と注意喚起する文章をホームページを掲載するに至った。

### 中華民国（台湾）
- 反共である中華民国（台湾）と韓国は冷戦時代に友好関係にあり、韓国人の台湾留学生は1000人を超え台湾外国人留学生の半数以上を占めていたほどであった。台湾は1963年に韓国に経済開発五ヵ年計画を資金援助していた。台湾は韓国が1992年に中国と国交樹立する際に、韓国が台湾と断交するのではないかと察し、韓国と幾度となく交渉を行ってきたが、韓国側の答えは「断交などあり得ない」というものだった。韓国は断交を阻止したい台湾に国際市場で売れない韓国車を売り付けた。にもかかわらず、当時アジアで唯一国交を持っていた韓国は台湾との断交に踏み切り、断交したその日のうちに韓国の台湾大使館の保有資産を中国名義に変更した。この時、韓国メディアの論調は「我が国（韓国）の見事な作戦により台湾にその意図を察知されずに断交が行われた」「台湾を捨て、中国と友好関係を結ぶことは我が国（韓国）に絶大なる利益をもたらす」という記事を掲載した。この為、台湾人の対韓感情は著しく悪化した。さらに韓国は台湾の国連加盟やIMF加盟に反対した。韓国は台湾にアジア通貨危機の資金援助を要請ではなく命令しており、「通貨危機に陥っていない台湾は韓国に援助する義務がある」といった理解不能な高飛車な物言いであった。このことは『マンガ 嫌韓流』で述べられている。高雄市議会は与野党が全員一致で、姉妹都市の釜山広域市と絶縁を決めた。それは台南市議会にも波及し、同じ措置を取ることになった。与野党の対立が激しい台湾でこのような全員一致の決議は非常に珍しいことであり、閉店に追い込まれる韓国焼き肉店が続出し、韓国人ジャーナリストが台湾のタクシーで朝鮮語を話しただけで降ろされたこともあった[165]。
- 韓国の台湾代表部（大使館領事館に相当）所属外交官の妻である韓国人女性が交通事故を起こした際に日本人を装って誤魔化そうとした事件があった。車が韓国の台湾代表部公用車ナンバー「外0455」であることから嘘が発覚した。この韓国人女性は「台湾の警察はいい加減だから日本人と主張しようと思った」などと主張した[166]。
- 2004年のウィリアム・ジョーンズカップ国際女子バスケットボール大会で、7月18日に韓国と台湾の試合が行われた際、プレー中の出来事が原因で試合終了後に両国チーム間で乱闘が始まった。乱闘を目にした台湾の観衆は韓国選手らに罵声を浴びせ、ペットボトルを投げ込んだ[167]。
- 台湾のサイト開罵王が2000年に行った調査「あなたが一番嫌いなのはどこの国の人ですか?」では韓国人が35.07%で1位だった。2005年にYahoo奇摩（中国語版）とTVBSの「韓国の印象」調査では嫌い73%、好き16%だった。また、大韓貿易投資振興公社（英語版）が2007年に21カ国・地域で2809人を対象に行った韓国の国家ブランドイメージ調査の結果、台湾は、韓国政府の選好度は2.98点、韓国国民の選好度は2.84点と21カ国・地域中一番低いことが調査された。これを受けて『韓国日報』は、「韓国の対台湾断交措置や親中国外交に対する背信感がまだ深く位置していることが確認された」と報道した[168]。また25カ国・地域で4214人を対象に行った2009年度調査では、選好度が低かったのは順に、香港（23位）、インドネシア（24位）、台湾（25位）だった[169]。2009年に台湾の財団法人金車教育基金会が学生を対象に実施した「最も友好的な国・最も非友好的な国」に対するアンケートの結果、韓国は「最も非友好的な国」の第2位（33.3%）だった[170]。
- 2009年に開催された第2回ワールド・ベースボール・クラシックに関して、Yahoo奇摩（中国語版）が「準決勝に進出した4カ国のうち、どのチームを応援するか?」というアンケートを行ったところ、63.4%が日本、10.4%がアメリカ、韓国はベネズエラ（7.2%）より下の最下位（5.3%）だった[171]。
- 北京オリンピック野球最終予選、韓国対台湾戦で台中インターコンチネンタル野球場を埋め尽くした台湾観衆は台湾のみを熱狂的に応援し、プラカードには「キムチを殺せ」「拘肉の国韓国」「整形するなら韓国で」「韓国はアジアナンバー3」などの文字が書かれていた。これを見た韓国のネチズン達は、「試合中のヤジも本当に酷かった」「カメラでずっとプラカードを撮る放送局も理解出来ない」などの不快感を表している[172]。
- 2009年にラオスで開催された東南アジア競技大会のテコンドー競技で、台湾チームの選手が韓国チームの選手に反則まがいの技で敗れて金メダルを逃したことを台湾メディアが大々的に報道し、韓国人入店禁止のレストランが出現し物議をかもした[173]。
- 台湾においても韓国起源説が広く認知されるようになり、台湾メディアも大々的に報道するようになった。『朝鮮日報』は2008年8月8日付で「台湾メディアには最近、恥知らずな韓国人が頻繁に登場する。韓国人は礼儀知らずで、他国の歴史を盗む民族だという」と報じた。また、台湾の『中国時報』は2008年6月1日付で「韓国人は釈迦を韓国人と呼ぶ」との見出しの記事を掲載し、「韓国の文化拡張運動が再び強まっている。老子、孔子が韓国人だと言ったと思えば、今度は釈迦が韓国人だと主張している」と報道し、台湾人の間に嫌韓感情を巻き起こしている[174][175]。また、台湾の馬英九総統は、繁体字の世界文化遺産申請と関連して、「韓国に繁体字の世界文化遺産登載申請を奪われるかもしれない」と憂慮を示した[176]。
- 台湾には大陸にルーツを持つ人も居るためか中国文化には敬意を表明し、前述の韓国が中国の歴史を強奪することを非難している。中台両国では「韓流ドラマ」は不人気であり、台湾では朝鮮語が不快だとして苦情の電話まで入ったという。なお、台湾政府の外郭団体である「中国語ネットワーク教育センター」は、ホームページに「歴史的に、韓国は中国の植民地だった」と掲載している[177]。
- 2010年広州アジア大会の女子テコンドー49kg級予選で台湾の楊淑君選手が失格で敗れたことが、台湾で反韓感情を引き起こした。不可解な失格判定に対し、韓国の介入が噂され、台北市の韓国人学校ではタマゴを投げつけられる事件も発生した。台湾外交部は、平和的で理性的な態度をとるよう呼びかけた。台湾の韓国大使館も在台湾の韓国人に対して注意を呼びける事態に発展し、反韓感情の波はビジネスにまで波及。台湾の韓国人街では韓国商品のボイコットを叫ぶ若者も現れ、韓国人街の小売店では、楊淑君選手が失格となって以来、1日あたりの売り上げが10%ほど減少した[178]。これに対し、韓国外交通商部は台湾に対し、「わが国は試合結果と無関係だ」と伝えた。外交通商部の報道官は、「楊淑君選手が失格となったことは残念だ。われわれは台湾における反韓感情と、韓国国旗を燃やしたり、韓国製品のボイコットをしたりする反韓行為に注目している。状況が悪化するようならば、台湾に対して遺憾の意を伝える」と述べた。韓国では連日のように台湾での反韓感情の持ち上がりと反韓行為が報道されており、韓国でも台湾に対する批判の声が高まりつつある[179]。
- 台湾人は、「韓国人は漢字は韓国が発明したと思っている」「韓国人は幼い時から孔子は韓国人だと学ぶ」「韓国人は辛亥革命の先導者である孫文を韓国人だと主張している」と信じているため[180]、2010年アジア競技大会で、台湾のテコンドー選手である楊淑君が失格判定を受けた際に、「韓国が楊淑君の金メダルを奪おうとしている」という反発が起き、台湾メディアの『自由時報』は「孔子を韓国人だと主張している韓国が、今回は台湾テコンドーの宝である楊淑君の金メダルまで取っていった」という社説を掲載した[180]。また、台湾のミュージシャンであるウィルバー・パンは、韓国のミュージシャンであるFree Style (音楽グループ)（朝鮮語版）の曲の盗作騒動を起こし、100億ウォンの損害賠償訴訟を起こされたが、台湾では、この盗作騒動について「また、韓国人が私たちのものを奪っていった」という反発が起きており[180]、韓国メディアの『Money Today（英語版）』は、「台湾メディアは暇さえあれば、社会の基底の反韓感情を刺激する記事を書いて読者を集める戦略を使用してきた。『韓国有名大学の某教授が孔子は韓国人だと主張した』などの虚偽報道をおこない、反韓感情を刺激するやり方だ」と報じている[180]。
- 2011年11月9日、台湾で開かれた公開フォーラムで、Googleのエリック・シュミット会長が「台湾と韓国には違いがある。それは想像以上に大きいものだ」と発言したのを受けて、エイサーの創業者である施振栄が「韓国はみんなの敵、台湾はみんなの友達」と発言し、会場中から大きな拍手を受けた[181][182]。
- 2012年1月に、台湾の司会者、郭子乾（中国語版）が韓国のホテルに宿泊中に、湯沸かし器の底が落ち大火傷を負ったが、その際のホテルの対応の劣悪さに加えて2013年9月、韓国の裁判所が「全ては郭氏が故意に起こした騒動であり、ホテルの名誉を傷つけるための捏造」という判決を出したため、嫌韓感情が高まっている[183]。
- 2012年6月18日、台湾の鴻海精密工業会長郭台銘が、シャープとの技術提携を発表するに当たって「私は日本人を尊重している。日本人は決して後ろから刺したりしない。しかし、高麗棒子は違う」と発言する（高麗棒子は主に中国・台湾人が使う韓国・朝鮮人の蔑称）[184][185]。
- 2013年のWBC予選の台湾-韓国戦の際、台湾応援団が北朝鮮の金正恩第1書記などの顔写真を切り抜いたプラカードや「整形は韓国に帰れ」と書かれたプラカードを掲げる[186]行為が見られたこと、また台湾人女性が韓国旗を潰す動画がYouTubeに投稿される[187]など、嫌韓感情が強い。
- 2015年11月19日の世界野球プレミア12準決勝日韓戦（東京ドーム）で韓国が4対3で勝利し決勝進出を決めた際には、台湾のネットユーザーが「韓国にだけは勝って欲しくなかった」とコメントしている[188]。
- 2018年8月20日、韓国メディアの『Money Today（英語版）』は、「2011年に台湾で韓国の斗山重工業と日本の三菱‐日立コンソーシアムが2兆ウォン規模の火力発電所受注競争を行い、施工能力では斗山重工業が優位と評価されたが反韓情緒と親日感情のために結局、受注を受けられなかった」と報じた[180]。
- 2021年12月20日、台湾外交部は、韓国大統領直属の政策立案機関が開催した会合で予定されていた唐鳳政務委員の講演が当日早朝に韓国側から中止を通知され、突然キャンセルされたことを「非礼な行為」「強烈な不満」として、韓国側に厳正に抗議した[189]。韓国側は中止の理由を「（台湾と中国の）両岸関係の各側面への考慮」として、中国に配慮したことを示唆した[189]。

## アメリカ合衆国
- 1992年のロサンゼルス暴動の際、アフリカ系住民から韓国系住民が集中的に襲われ嫌韓感情が明らかになった。アメリカでは黒人はすべての移民者グループから差別を受けてきたが、韓国人らは黒人街で黒人を雇わずヒスパニック系を雇うという黒人に対しあきらかに排他的であり差別していたためであった[190]。
- 盧武鉉政権時代は、金正日と友好ムードなのに対し、日本やアメリカに対しては反日反米政策であった。例えば、韓国の中央日報が2005年9月に伝えた報道によると、「朝鮮半島分断の責任はどこの国にあるか」というアンケートにおいて、アメリカ53%、日本15.8%、ロシア（ソ連）13.7%、中国8.8%という結果になっている。統一に最も友好的な国としてロシア（37.1%）が挙げられ、反面、最も敵対的な国は米国（44.7%）、日本（28.8%）などの順だった。第1期ブッシュ政権で国防副次官を務めたヘリテージ財団のピーター・ブルックス上級研究員はダグラス・マッカーサー将軍の銅像撤去論争に言及して「恩を忘れる者ほど悪いものはない。今週の『恩知らず大賞』は韓国が獲得した」と非難した[191]。さらに韓国の軽率な発言によりアメリカは激怒し、「韓米は決別すべき」とも発言した[192]。ヒラリー・クリントン上院議員（当時）は2005年に、上院・軍事委員会で韓米関係について「歴史的忘却の状態」だと表現し、「韓国の現在のような目覚ましい経済発展には、アメリカの役割が大きかったが、いまや両国関係が、「歴史的な忘却状態」と言えるほど認識不足の状況」「米韓間係がこのように変わったのは、韓国が経済成長を実現し、自由を保持できるようアメリカがここ数十年間注いできた努力を、韓国民がきちんと認識できずにいるため」と発言した[193]。また、ヘンリー・ハイド（英語版）下院外交委員長は「韓国は誰が敵なのかハッキリさせるべき」と主張し[194]、北朝鮮を「犯罪政権（Criminal Regime）」と批判したアレクサンダー・バーシュボウ駐韓アメリカ大使に書簡を送った。ハイド委員長は書簡で、「核拡散、貨幣偽造、人権侵害や不法行為で、アメリカ国民や国際共同体の安全と繁栄を脅かす政権をかばおうとする人々は、アメリカやアメリカ国民の友人ではない」と断言し、「アメリカの運命は50年以上も、韓国の運命に縛られている」とし、ハイド委員長は脱北者問題をおろそかにする韓国を批判し、「この季節に北朝鮮の暴政のために苦しむ人々や、中国で難民として避難所を求める人々のことを考えるべきだ。罪のない人々に苦痛を与える者は、「犯罪政権」の構成員だ」と非難した[195]。ローレスアメリカ国防部次官補は「韓国の戦略的価値は終わった」とし、「北東アジアのバランサー論は韓米同盟と両立できない概念だ。もし同盟を変えたければいつでも言ってくれ。希望通りしてやる」と発言した[196]。また、2005年にドナルド・ラムズフェルド米国防相（当時）は、「アメリカはもう韓国の保護者ではない」とウォールストリート・ジャーナルアジア版に寄稿した。また、デニス・ハルピン下院外交委員会専門委員は、「韓米関係は相互の理解不足で揺れている」とし、盧武鉉政権がスタートして以降「韓中間の紐帯が強化され」「韓米同盟には異常な気流が作られている」と指摘した[197]。カート・キャンベル戦略国際問題研究所国際安保プログラム局長は、「最近の韓米関係は正直なところ懸念される」とし、韓米関係を「結婚生活に飽きた王と王妃」に例え「2人は実際には別々に暮らし、王宮のバルコニーでのみ群衆に向かって仲よい振りをして手を振り、命脈を保っているのと似たような状況」「王と王妃はバルコニーでの行事が終われば、それぞれ自分の生活に戻る」「韓国とアメリカは離婚（同盟破棄）があまりにも苦しいため、それによる大きな波紋を願っていない」と発言した。また、「アメリカが対日関係に偏りすぎ、韓国との同盟が揺れている」と指摘した[198]。また、スコット・スナイダー戦略国際問題研究所上席研究員は、「盧武鉉大統領を含む韓国の一部の人たちは、韓国がアメリカの北東アジア戦略の上で非常に重要だと錯覚している。しかし冷戦後、韓国の戦略的な位置付けは変わった。今や韓国はアメリカにとっての戦略的な要衝地ではない」と発言した[199]。アメリカの週刊誌『ウィークリー・スタンダード』は「韓国は国際社会で北朝鮮よりも孤立し、盧武鉉大統領はアメリカ、日本、北朝鮮からもそっぽを向かれ、韓国はアメリカの一番役に立たない同盟国」と報道した。同誌はハーバード大学韓国学研究所のイ・ソンユン研究員の寄稿文を通じ、「国連安保理の北朝鮮ミサイル打ち上げ制裁決議案の論議過程において、韓国が徹底的に排除されたことで盧大統領はアメリカと日本の友邦だけでなく、金正日総書記からも見放された」とし、「わがままな同盟国・韓国から聞こえる騷音に対し、アメリカは北朝鮮から出る騷音と同じように無視する理由があり得る」とし、「歴史家達はアメリカがテロとの戦争を経験し、核兵器拡散阻止キャンペーンをしている状況で一番役に立たない同盟国・盧大統領の韓国に対し、アメリカのブッシュ大統領が5年間忍耐心を持って我慢したと記録するだろう」と非難した[200]。2006年に盧武鉉大統領は、「ブッシュ大統領は、私がすごく好きだ。私はブッシュ大統領と5回会ったし、今回が6番目だ」と誇ったが、アメリカの国際問題専門シンクタンクであるFPIF研究所は、「ブッシュ大統領は私が好きだという盧大統領の発言とは異なり、ブッシュ大統領は韓国のリーダーたちに対して信頼がなく、好感度が低い。韓米関係はきしみ音を発している」という研究報告書を発表した。FPIF研究所の報告書は韓米を信頼感がなくて対話にならない両国とし、「アップル（ブッシュ）とオレンジ（盧武鉉）」というタイトルで表現し、「両国リーダーの個人的な好感の低さが韓米両国の異なる政治文化の差をさらに暗くしており、韓米両国関係は50年の同盟史上最悪の状況に変わった」「ブッシュ大統領は全世界のリーダーたちと交流をしている。トニー・ブレアイギリス総理、小泉純一郎日本総理、ウラジーミル・プーチンロシア大統領らは個人的に好きなのになぜ韓国リーダーとうまが合わないのか分からない」と分析した[201]。2006年にワシントンD.C.を訪問したハンナラ党代表団はアメリカ要人と会い、その相当数が韓国と韓国政府に対して批判的だったという[202]。
- 2005年にアメリカの世論調査機関がアメリカ人1217人を対象に調査した結果、アメリカ人が「非友好的、または敵対的国家」と考える国家順位で、韓国は調査対象25カ国のうち、3位（14%）を占めた。調査対象国のうち、アメリカ人が「非友好的な国、または敵対国」と回答した割合は、パキスタン（18%）と中国（15%）の順に高かった[203]。
- 2006年に駐日アメリカ合衆国大使館から接続されたIPユーザーがウィキペディアの朝鮮の歴史の朝鮮近代史の項目を削除し、「朝鮮に歴史なし 昔から中国、日本、偏狭蛮族の属国」との書き込みを行った[204][205]。（WikiScanner#話題となった主な編集の項目を参照）
- ギャラップによる「アメリカ人の最も好ましい、好ましくない国」アンケート2008年度ではイランの88%に次いで北朝鮮は82%が好ましくないとする回答結果が出ている[206]。2010年度調査ではイランの85%に次いで北朝鮮は80%が好ましくないとする回答結果が出ている[207]。

## 欧州諸国

### イギリス
- イギリスでは、在英韓国人が飲酒運転する事が多いため、ハングル表記の飲酒運転警告板を設置した都市がある[208]。「韓国人がロンドンの犬を食べるかも[209]」、「韓国はW杯開催してはいけない馬鹿な国[210]」、「韓国政府は外国企業を脅し、差別している[211]」との報道もなされた。イギリスBBCの自動車番組「トップ・ギア」では「韓国車に乗るなら竹馬に乗る方がマシだね」と揶揄し、「ヒュンダイ・アクセント」を「ヒュンダイ・アクシデント」と形容した。(ただし、そもそもブランド問わずキツい皮肉を行う点がトップ・ギアの味である点には留意が必要。また、現在では性能や安全性が飛躍的に向上したため、ヒュンダイを絶賛する内容も放送されている。）

### フランス
- フランスでは、駐フランス韓国文化院は最近、フランスのアンケート調査機関（IPSOS）に依頼し、フランス人が韓国をどれくらい知っているのか調査した。調査結果では、回答者の41%が「韓国がどのような国か分からない」と回答している。韓国に好意的（27%）な人よりも、好意的でない（32%）人が多かった。フランスの女優のブリジット・バルドーは、「よく嘘をつく韓国人」「犬肉を食べるのは野蛮人」と発言し韓国の犬食文化を批判した[212]。
- 2006年ドイツワールカップのスイス対韓国戦では、スイスのサポーターが韓国サポーターの顔にカップを投げつけて負傷させるという事件が起こった[213]。

### イタリア
イタリアでは、2002年W杯の八百長疑惑や試合中の韓国チームによる暴行があったことなどを理由に近年でも嫌韓感情が強い。安貞桓がW杯でイタリアに勝利した際に「韓国サッカーはイタリアを上回っている」という旨の発言したため、当時所属していたペルージャ・カルチョの契約を事実上一方的に解除されている(安貞桓#2002年ワールドカップでの騒動を参照、異説あり)。
2013年5月、イタリアで行われたサッカーのコッパ・イタリア決勝式典に韓国人歌手のPSYが登場し「江南スタイル」を熱唱したところ、観客から激しいブーイングや口笛(欧州諸国では野次に相当)チームの応援歌を歌われたり、爆竹を鳴らされるなどの邪魔をされた。この集中砲火の理由について、ネット上では単にPSYの知名度が欧州圏で低く「サポーターはPSYを無視して普段通りの応援をしていただけ。PSY側の勝手な被害妄想だ」との声も聞かれた。この件について韓国は「人種差別的なブーイングだ」「観客のマナーが悪い」などと報じた。この試合の対戦チームは最近黒人差別などを繰り広げていたためPSYも巻き込まれたとイタリアで報じられた

### ドイツ
ドイツは主に日本のネット上で「世界一の嫌韓国」とされているが、これらの根拠としている実際のBBCによる調査は、その国が世界に良い影響を及ぼしているかの調査であるため、北朝鮮への反発からの回答もあるのではという見解もある。1990年代のアジア通貨危機ではドイツ統一間もない時期にも関わらず韓国を経済支援したものの、現在では韓国企業がドイツの輸出業の脅威になっていることが恩を仇で返されたとして見られている。再統一を果たしたドイツにしてみれば、未だ分断国家にある朝鮮半島には『何か問題がある』という印象を持つ傾向がある。